# Vittorito
Vittorito är en ort och kommun i provinsen L'Aquila i regionen Abruzzo i Italien. Kommunen hade 846 invånare (2018).